# Titus Avidius Quietus (Konsul 111)
Titus Avidius Quietus war ein im 1. und 2. Jahrhundert n. Chr. lebender Angehöriger des römischen Senatorenstandes.
Durch ein Militärdiplom ist belegt, dass Quietus im Mai 111 zusammen mit Lucius Eggius Marullus Suffektkonsul war. Er war im Amtsjahr 125/126 Statthalter (Proconsul) der Provinz Asia. Er ist als Statthalter auch durch eine Inschrift und eine Münze belegt.
Sein gleichnamiger Vater, Titus Avidius Quietus, war im August 93 Suffektkonsul.